# Pulsus bisferiens
En medicina, el pulso bisferiens, o pulso bisferioso o pulso bifásico, es un signo por el cual, a la palpación, se puede apreciar un pico doble por ciclo cardiaco. Bisferiens, en latín, significa golpear dos veces. Clásicamente, se detecta cuando existe insuficiencia aórtica en asociación con estenosis aórtica, pero también puede ocurrir por insuficiencia aórtica aislada pero grave o por miocardiopatía hipertrófica obstructiva.
Normalmente, los pulsos arteriales se sienten mejor en las arterias radiales, pero el carácter se evalúa mejor en las arterias carótidas. El pulso bisferiens se siente mejor en arterias braquiales y femorales. Otro ejemplo de tales pulsos que se pueden sentir mejor en arterias periféricas es el pulso alternante. La primera ascendente se debe a la onda de percusión (P); la segunda, a la onda de marea (T).
Si P > T - AR > AS
Si T > P - AS > AR

## Causas características
Regurgitación aórtica (AR)
Regurgitación aórtica con estenosis aórtica (AR + AS)
Miocardiopatía hipertrófica